# پیترو کالتزتا
پیترو کالتزتا (به ایتالیایی: Pietro Calzetta) که در دورهٔ ۱۴۷۰ تا ۱۵۰۰ میلادی زندگی می‌کرد، یک نقاش ایتالیایی دورهٔ رنسانس است. او داماد مونتانیانا و شاگرد فرانچسکو اسکوارچونی بود. او اتاقک کورپوس کریستی در کلیسای جامع آنتونی مقدس (سن آنتونی) در پادووا را نقاشی کرد. او تا حدود سال ۱۵۰۰ همچنان در این کلیسا کار می‌کرد.